# Mount Zeil
Der Mount Zeil ist mit einer Höhe von 1531 Meter der höchste Berg im Northern Territory von Australien.

## Geographie
Der Berg liegt in den MacDonnell Ranges im West-MacDonnell-Nationalpark. Die nächstgelegenen Orte sind die Aborigines-Siedlung Papunya in einer Entfernung von 53 Kilometer, Hermannsburg liegt 71 Kilometer und Alice Springs 155 Kilometer entfernt. Der befestigte Namatjira Drive führt bis in eine Entfernung von 42 Kilometer, die weitere Piste ist unbefestigt.

## Name
Angenommen wird, dass der Mount Zeil von Ernest Giles auf seiner Expedition im Jahr 1872 benannt wurde. Es könnte aber auch sein, dass die Nennung auf Ferdinand von Mueller zurückgeht. Graf Zeil war ein Naturforscher, der durch Expeditionen nach Spitzbergen und Sibirien bekannt wurde.
Der Mount Zeil wird in der lokalen Sprache der westlichen Arrernte Urlatherrke genannt, was sich auf eine Traumzeitgeschichte über Raupen der Art Hyles livornicoides bezieht.